# 芒德維爾 (密蘇里州)
芒德維爾（英語：Moundville）是位於美國密蘇里州弗農縣的村。

## 人口
根據2020年美國人口普查的數據，芒德維爾的面積為0.42平方千米，皆為陸地。當地共有人口78人，而人口密度為每平方千米186人。